# 織田幹雄
織田 幹雄（おだ みきお、1905年（明治38年）3月30日 - 1998年（平成10年）12月2日）は、日本の陸上選手、指導者。広島県安芸郡海田町出身。1928年アムステルダムオリンピック三段跳金メダリスト。

## 人物
「日本人初のオリンピック金メダリスト」であり、アジア人初のオリンピック金メダリストでもある。織田の金メダルにより、日本陸上は一躍世界の第一線に躍り出たと言われる。当時英語で「ホップ・ステップ・アンド・ジャンプ」（現在はトリプルジャンプ）と呼ばれた競技名を「三段跳」と訳した。早稲田大学時代に競技会のプログラムを作る際、織田が「三段跳」と訳した。三段跳では、織田（1928年五輪）・南部忠平（1932年五輪）・田島直人（1936年五輪）と3大会連続で金メダルを獲得したことから、当時は、「日本のお家芸」とも言われた。なお、南部と織田は終生の友人であり、田島は織田の影響で三段跳を始めた関係でもある。「陸上の神様」、あるいは「日本陸上界の父」と呼ばれ、戦後日本全国で陸上競技を指導・普及した、いわば、育ての親のような存在である。国際オリンピック委員会オリンピック功労賞受賞。
文化功労者、広島県名誉県民、安芸郡海田町名誉町民、東京都名誉都民、渋谷区名誉区民。最終学歴は早稲田大学商学部卒業。朝日新聞社に入社し最終的には朝日新聞運動部部長、のち早稲田大学教授を務めた。
実兄は元中国電力筆頭理事で小水力発電メーカーを立ち上げた実業家の織田史郎。妻は貴族院議員・中村純九郎の三女。実業家で第7代住友財閥総理事の古田俊之助は義兄。妻の伯母は天文学者・寺尾寿の先妻。長男の正雄と次男の和雄は共に父・幹雄関連の著書で名を連ね関連イベントに登場する。正雄は日独協会理事を務めドイツ関連の書籍をいくつか出している。一方で二人は、上皇明仁の学友（正雄は学習院中等科で同級生、和雄は2歳後輩のテニス仲間であり常陸宮正仁親王と同級生）として知られ、上皇后美智子とを繋いだ関係者でもある。

## 来歴

### 若年期

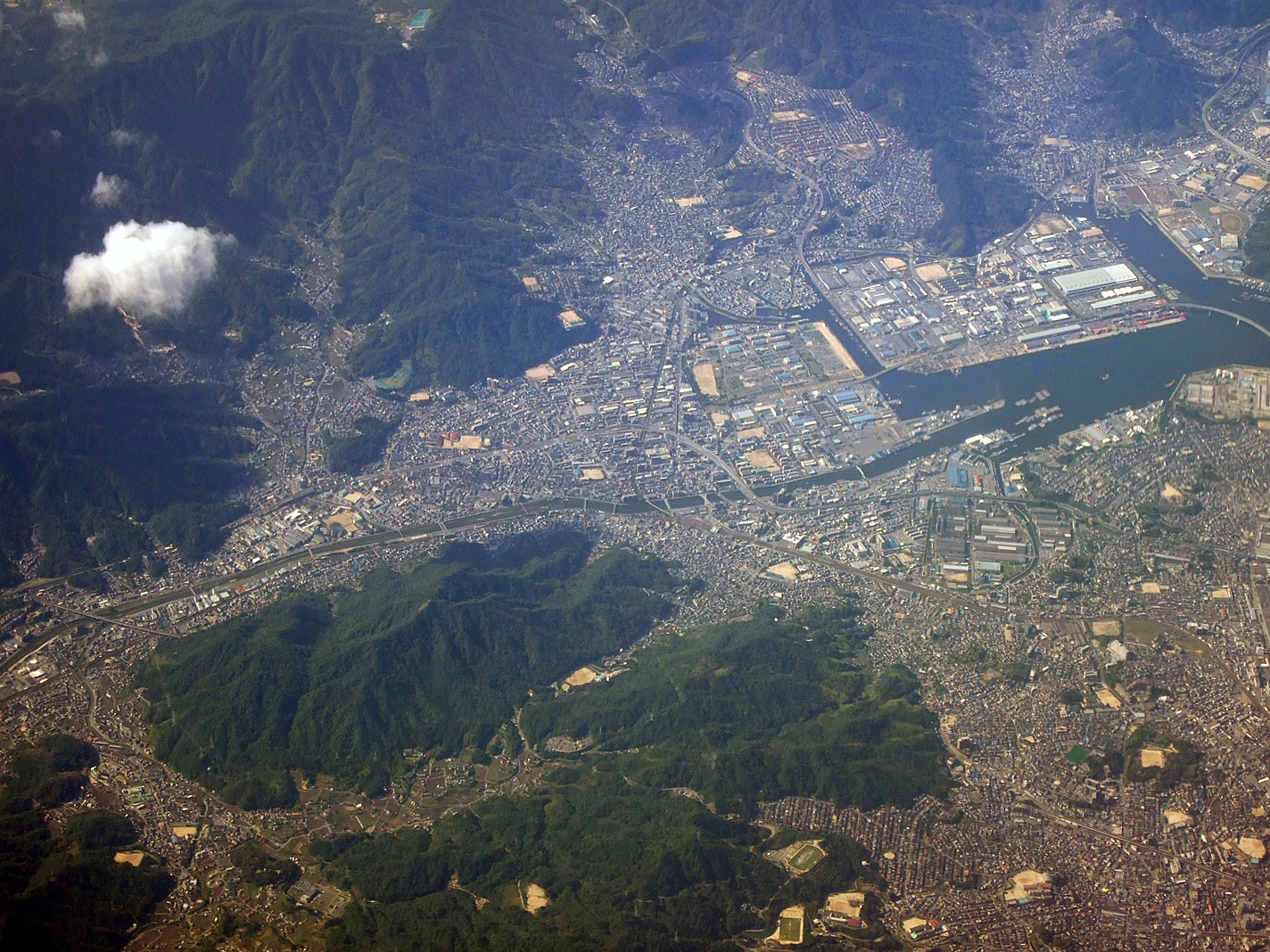
海田町と近隣の町の空撮。写真中央を横断する川が瀬野川であり織田の若年期における走幅跳の練習場 だった。写真中央やや右下が海田市駅であり、稲荷町は駅と左下側（北方向）の山に挟まれた区域にあたる。駅から左斜め上、川を渡ってすぐの広地が海田小学校であるが織田が通っていた時代と場所は違う。

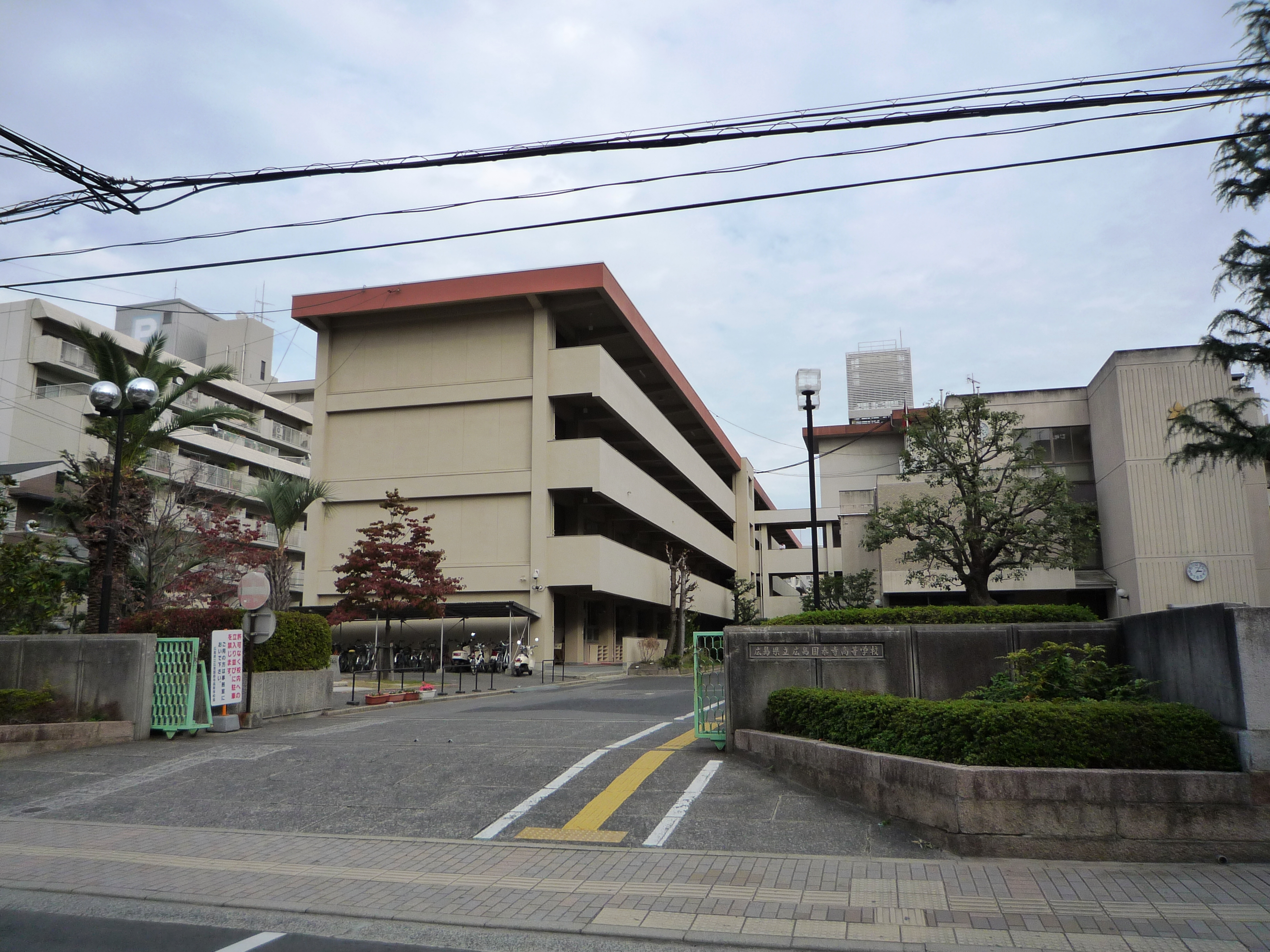
現在の広島国泰寺高校。被爆により全壊した歴史を持つが、現在も織田が通っていた当時と同じ場所に位置する。

1905年（明治38年）、広島県安芸郡海田市町（現海田町稲荷町）に生まれた。
海田尋常小学校（現海田町立海田小学校）へ入学、在学中に海田市町と隣の広島市船越村の尋常小学校3校の合併で鼓浦尋常高等小学校 ができ同校を卒業する。なお鼓浦尋常高小の後進は広島市立船越小学校であるが、この経緯から織田の出身校は海田小で統一されている。尋常小学校時代に安芸郡の体育大会での200m走で優勝している。怒った顔を見たことがないといわれるほど温厚な人物だったが、小学校時代から人一倍負けず嫌いだった。
1918年（大正7年）、広島市中心部にある広島県立広島中学校（のち県立広島第一中、現広島県立広島国泰寺高等学校）へ入学、同年1年時に校内の8マイルマラソン（約13km）で優勝している。ただ当時同校には、陸上競技部は存在しておらず、足に自信があった織田は西日本で一番強かったサッカー部へ入部する。第4代日本サッカー協会会長の野津謙や広島カープの設立で知られる谷川昇はサッカー部の6年先輩、サッカー日本代表選手の深山静夫は5年先輩にあたる。利き足は左だったが両足でボールを蹴ることが出来、入部当初は試合に出られなかったが3年生からフルバック(DF)や左ウイング(FW)など様々なポジションで試合に出られるようになる。のちの陸上跳躍競技でも織田はこの左足 を使うことになっていった。

### 陸上の世界へ
1920年（大正9年）、広島一中3年時にアントワープ五輪陸上十種競技代表の野口源三郎が広島で講習会を開くこととなり、参加することになった。この時に織田は走高跳で自分の身長（当時155cm）より高く飛んでみせ、それを見た野口から褒められたことが陸上へ進むきっかけとなった。野口の指導を受けた5日間を記したノートは「原点ノート」と呼ばれ、海田町ふるさと館に展示されている。
1921年（大正10年）広島一中4年時、徒歩部（陸上部）ができたことから、サッカー部を辞め徒歩部へ入部した。当時は強豪だったサッカー部がグラウンドを占拠したことから隅で練習を積み、また徒歩部には指導者がいなかったため本屋を歩きまわり独学で練習した。走幅跳の空中での動作がうまくいかず、自宅近くを流れる瀬野川に向かって跳び、足の振り方を練習した。この年、上海で開かれた第5回極東選手権競技大会で、日本の走高跳陣は惨敗した。織田は自分の力なら十分入賞できることを知って残念がった。織田の記録は地方に埋もれたままだった。上海からの帰途、広島に立ち寄った極東大会のサッカー代表の中に十種競技をやっていた佐々木等がいた。指導を受けた織田は何をやっても佐々木を凌ぎ、走高跳では日本記録を軽く超えた。びっくりした佐々木が惜しいことをしたと雑誌『運動界』に織田を紹介した。
1922年（大正11年）、広島一中5年の時、9月に大阪で神戸高商主催の全国中等学校陸上競技大会が開かれることを新聞で知る。矢もたてもたまらず校長室に行き、弘瀬時治校長に「全国大会に参加させてください」と直談判。弘瀬から「参加させてもいい。しかし本校の方針は参加させるだけではいかん。勝つ者しか参加させない主義である。キミは勝つ自信があるのか」と問われた。「勝てるかどうかわかりません」と言えば参加のチャンスは失われると考えた織田は思わず「絶対に全国制覇する自信があります」と答えた。弘瀬は「そんなに自信があるなら行け。石にかじりついても勝ってこい」と激励し「ところで遠征する金はあるのか」と聞いた。「ありません」と答えると弘瀬はポケットから70円を出し、「これでがんばってこい」とお金を手渡した。広島一中はサッカー部の全盛時代で陸上部は創部二年目で日陰の存在、部費は30円だった。70円は大金で織田は感激のあまり体が震えた。早速十数人の部員を集めて「どうしても勝とう」と誓い合った。夏休みの40日間、暑い広島の夏にサッカー部が朝夕の涼しい時間を練習時間に当てられ、陸上部が割り当てられたのは午後1時から3時まで。部員は日射病で次々に倒れ最後までやり抜いたのは織田と1年先輩の沖田芳夫の二人だけ。織田はもともとジャンプが専門だったが部員がいなくなったため、あらゆる種目に取り組んだ。こうして広島一中は全国中等学校陸上競技大会に織田と沖田に貫田武を加え、たった3人で初参加し、初優勝を果たし、織田自身も走高跳と走幅跳で優勝した。織田と沖田は中国地方の大会ではほぼ二人だけで全競技勝利しており、のち「広島一中の双璧」と謳われる。
一か月後の11月、17歳の時に広島高師で行われた第6回極東選手権競技大会一次予選会において走高跳1m73、走幅跳6m29の日本新記録を樹立、三段跳は13m38で日本記録にあと7cm届かなかった。灼熱の猛練習が名選手への道を拓いた。
1923年（大正12年）、家庭の経済的理由から授業料のいらない広島高等師範学校臨時教員養成所へ進学する。なお沖田はこの年に進学しており2人共1922年度つまり同年度に広島一中卒業ということになる。同年、第6回極東選手権に日本代表として初選出。うち広島出身者は織田と沖田、浅岡信夫ら5選手だった。初の国際競技会出場だった織田は走幅跳、三段跳で優勝。当時の毎日新聞は「日本一のジャンパー」「跳躍の鬼才」「ジャンプの麒麟児」と謳った。日本体育協会は「此の大会の偉大なる収穫は日本の陸上及び水泳競技においてようやく世界的レベルに至った一事と、陸上の織田幹雄、水泳の高石勝男と天才的少年が活躍したことである」と評した。
1924年（大正13年）広島高師臨教2年時、パリ・オリンピックに出場。五輪日本選手団は陸上・水泳・テニス・レスリングの全28人で、織田は跳躍では唯一の日本代表だった。当時の日本陸上は世界の情勢に程遠く、オリンピック村で他国のチーム関係者に話を聞いて驚くような状況だった。織田は走高跳では予選落ちするも、三段跳で14m35（日本新記録）をたたき出し、日本陸上初の入賞（6位）を果たした。

### 早稲田と金メダル

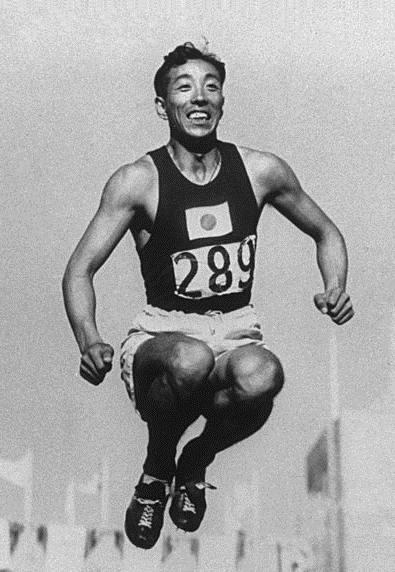
南部忠平

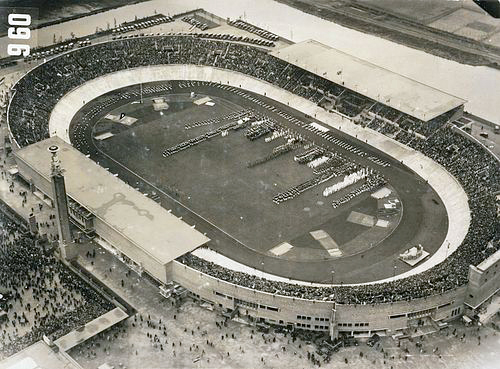
織田が金メダルを獲得したアムステルダム・オリンピスフ・スタディオン

1925年（大正14年）、奨学金を得て第一早稲田高等学院（現早稲田大学高等学院）へ進学、早稲田大学競走部に所属する。同郷で後に"日本レスリング界の父"と呼ばれる八田一朗は同学校の一学年下、同じく同郷で後に日本水泳連盟会長となる藤田明も後輩にあたる。競走部には広島一中の先輩で親友であった沖田（1923年入部）、そして南部忠平（1924年入部）がおり、特に南部とは以降70余年に及ぶ終生の親友となり兄弟よりも仲がいいと言われお互い切磋琢磨し大きな業績を残した。五輪に日本代表として出た経験を持つ織田だったが、競走部では1年から雑用をやったことを回想している。在学中、走幅跳および三段跳で日本記録を更新しただけでなく、第7回極東選手権競技大会予選会では十種競技で、第13回日本陸上競技選手権大会では400mリレー（山口直三・大沢重憲・織田・南部）で日本新を記録している。
1928年（昭和3年）、沖田の後を追う形で早稲田大学商学部に進学する。引き続き早大競走部に在籍、沖田・南部らと競走部黄金期の立役者となり、早稲田スポーツの先駆者となった。自身の活躍と共に陸上のコーチはいない時代のため、中島亥太郎や織田を慕って入部してきた西田修平ら後輩を指導した。当時早大競走部部長であり同年に発足した日本学生陸上競技連合初代会長で、後に1940年幻の東京オリンピック招致に動いた山本忠興は、織田を通じて陸上競技の知識を習得した。
同1928年、アムステルダムオリンピックに出場、五輪日本選手団には早大競走部から織田の他、沖田・南部・大沢・山口・住吉耕作・木村一夫・井沼清七が選ばれていた。7月28日に行われた走高跳では1m88で8位に終わる。8月2日、三段跳が行われ、予選で15m21を記録しトップで決勝へ進み、結局この記録が残り日本人初の金メダルを獲得する。この表彰式で有名な出来事があり、詳細は下記#逸話参照。なお、この五輪での金メダルは織田と競泳男子200m平泳ぎの鶴田義行の2人だけであり、織田のメダル獲得の6日後に鶴田が獲得している。この時の祝勝会は国や早稲田大からは開いてもらえず、故郷の海田市町が祝ってくれたと回想している。
1929年（昭和4年）、早大競走部主将となる。以降も一線級の陸上競技者として活躍した。

### 現役後期と戦争
1931年（昭和6年）、大学を卒業し朝日新聞社に入社し大阪朝日新聞社運動部に所属した。同年第1回一般対学生陸上競技大会（神宮）にて、当時の三段跳の世界記録（15m58）を樹立した。なお、織田はいくつも日本記録を更新しているが、世界記録を更新したのはこの記録のみで、この記録も後に南部が更新することになる。また同大会では南部も走幅跳で世界記録を更新している。
1932年（昭和7年）3月、台湾での指導中に足を負傷してしまい、これが織田の選手寿命を縮める結果となった。
同1932年、ロサンゼルスオリンピックが開幕、織田は五輪日本選手団の旗手を務め、陸上競技日本代表のコーチ・主将・選手として出場したものの、選手として出場した三段跳では記録が振るわなかった。ただ三段跳では南部が15m72の世界新記録を樹立し金メダルを、大島鎌吉が直前に大火傷を負うアクシデントがありながらも銅メダルを獲得している。
五輪が終わった同1932年11月、山本忠興を媒酌人として結婚した。以降、怪我もあり陸上の第一線から退き、1934年（昭和9年）第34回日本陸上競技選手権大会での走高跳1m85を飛んで2位に入ったことが記録として最後のものとなった。
その後も織田は陸上競技指導者として活躍した。当時は指導者はおらず、陸上コーチは織田が中心になって始めた。現役時代の戦前から、一線を退いた戦後にかけて主に朝日新聞・毎日新聞主催で、南部らと県庁所在地で行かない所はないというくらい陸上の指導に全国を巡回した。この間、戦争へ向かって進む中でスポーツ界に暗い影を落とす。その一つが、1938年（昭和13年）東京五輪開催権返上であった。織田は、コーチとして指導する中でアメリカに五輪の跳躍競技で勝てると確信していたが、準備委員会は機能しておらず東京の競技場の建設も止まり、国中が開催する雰囲気ではなかった、と回想している。更に太平洋戦争では選手たちが死亡している。
終戦4ヶ月後にあたる1945年（昭和20年）12月9日、織田の提案で東京大学競技場にて競技会が開かれ陸上競技愛好家が全国から集い織田も走高跳に出場した。同日、平沼亮三を会長として日本陸上競技連盟(JAAF)新組織発足、織田はJAAF強化担当ヘッドコーチに就任する。つまりこの日が日本陸上界復活の日となった。

### 戦後復興

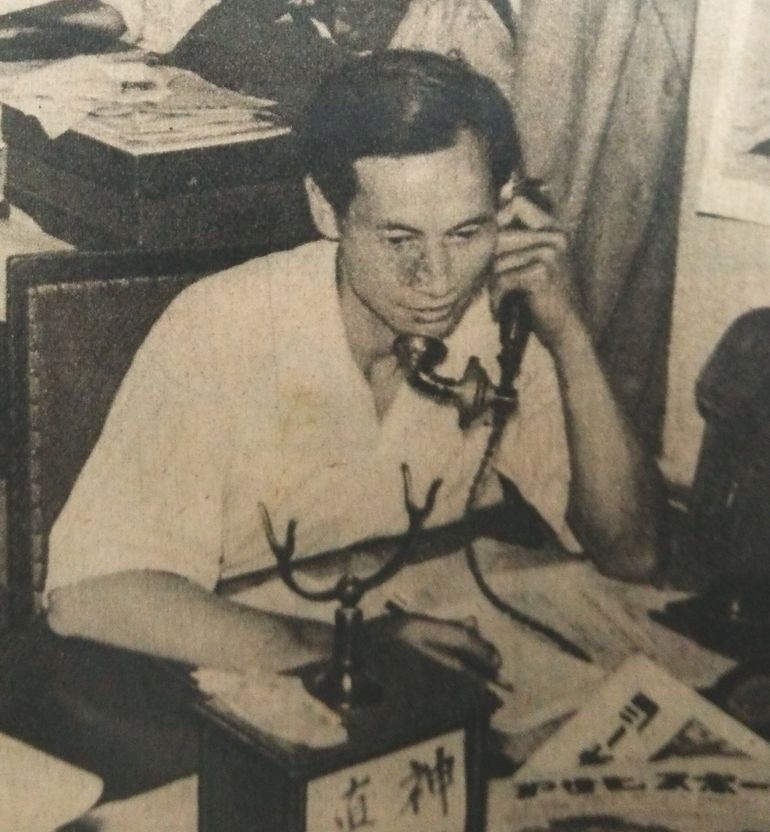
1948年アサヒグラフ掲載の織田

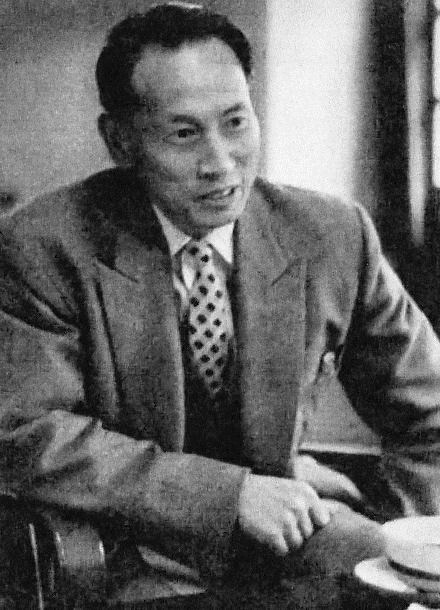
1956年毎日グラフ掲載の織田

戦後も織田は世界を相手に戦える人材の育成に奔走した。1948年（昭和23年）、日本オリンピック委員会(JOC)委員に就任。同年に行われたロンドンオリンピックには日本はまだ参加が許されず、また日本人の海外渡航も未だほとんど許されない時代、同郷の松本瀧藏らの支援を受け、この年強化の見識を広めるため単身5ヶ月に渡り欧米競技会を視察した。
1949年（昭和24年）、戦後スポーツ最初の国際試合となった全米水泳選手権に古橋廣之進ら一行と渡米しアメリカのスポーツ界を見学、そこで今後はスピード時代であると痛感し陸上界に進言し、また織田の大学の後輩でもあるアマチュアレスリングの八田一朗にも進言すると八田は翌1950年にアメリカレスリングチームを日本に招いた。それまで力一辺倒の日本レスリングにアメリカから学んだ技が加わり、日本レスリングは急激な進歩を遂げた。同1949年、米国体育協会（AAU）のダニエル・J・フェリス（ダン・フェリス）事務局長、GHQ民間情報教育局(CIE)のウィリアム・ニューフェルド体育官に交渉して、米国陸上代表と一緒に欧州遠征に向かい、欧州の新しい技術や世界の新しい情勢を吸収する。招かれたスペインでは、織田はルイス・フェリペ・アレタに跳躍技を指導した。後にアレタは東京オリンピック走幅跳でスペイン陸上史上初の入賞（6位）を果たしたことから、スペインチーム団長だったフアン・アントニオ・サマランチは織田の自宅にお礼に来たという。
これらの渡航資金は、カリフォルニアのフレッド・イサム・ワダ（和田勇）やハワイの米谷克巳などアメリカ在住の日系人たちの支援によるものである。和田には後にその金を返そうとすると第二の故郷である和歌山の学校に寄付してほしいと言い決してお金を受け取らなかった。第442連隊戦闘団出身で歯医者だった米谷には、織田がロンドン五輪視察前に立ち寄ったハワイでみすぼらしいスーツを着ていたためスーツと帽子を新調してもらっている。欧州遠征する選手全員のスーツをプレゼントしたのも米谷である。
1950年（昭和25年）、国際陸上競技連盟（IAAF）への復帰が許されIOCでオリンピックへの参加が許可されると、織田ヘッドコーチが適時コーチを選出する形でオリンピックだけを目指す強化体制がとられた。男女別に正月返上の強化合宿を行う。1951年（昭和26年）戦後初の海外遠征となったニューデリーアジア競技大会から1952年（昭和27年）ヘルシンキオリンピック、1954年（昭和29年）マニラアジア競技大会まで連続、陸上競技日本代表監督を務める。また1951年7月、14年ぶりに復活させた日米対抗戦を全国12ヶ所で18日間開催、この競技会は戦後の強化に大いに貢献して数十年の遅れを一年で回復したと言われる。
1958年（昭和33年）、国立霞ヶ丘競技場陸上競技場が開場、「織田ポール」（後述）が建てられた。同年開催の東京アジア競技大会がこけら落としとなり、織田は聖火ランナーの最終走者を務め、聖火台に点火した。

### 東京五輪

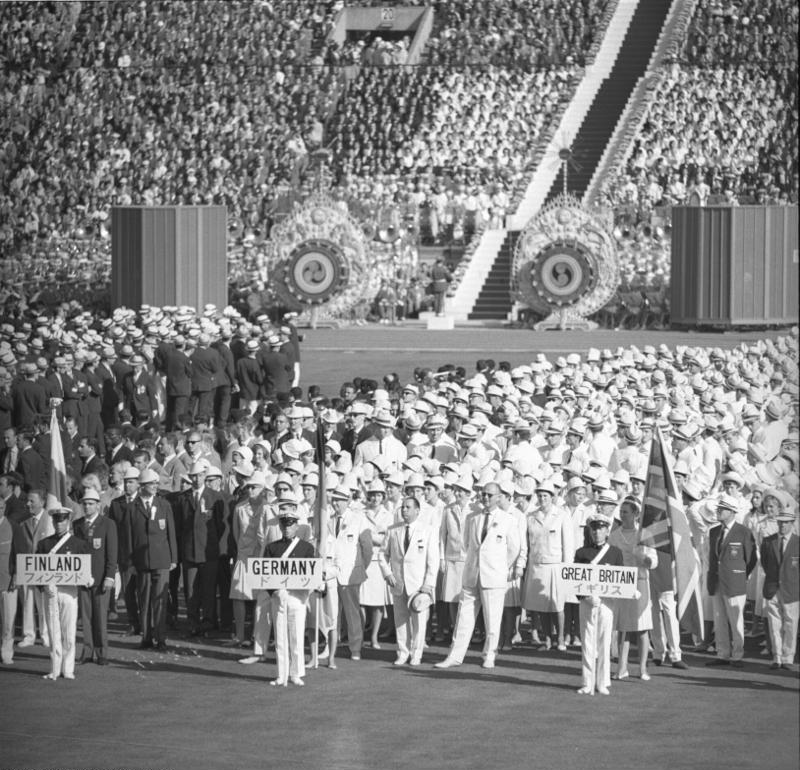
東京五輪開会式

1959年（昭和34年）、西田修平に代わりJAAF強化委員長に就任し、東京オリンピックまでの5年間の強化を一任された。
1960年（昭和35年）ローマオリンピックでは入賞者0と惨憺たる成績で、織田は中体連・高体連・学連・実業団という一貫したレールの上での強化を考え、強化委員会・指導委員会・研究委員会の3つの委員会が協力して強化にあたるという構想を発表する。オリンピック東京大会選手強化指導本部を設置し本部長を兼任して組織を統合した。強化指導本部は4年間で成功をおさめるため、世界の優秀なコーチや研究者を招き、科学的な強化法に役立つ理論と実践を学ぶ。また専任コーチの設置、トレーニングセンターの建設などの強化方針を決めた。特に世界的なコーチといわれたアーサー・リディアードのマラソントレーニング方式は、高橋進や中村清らに大きな影響を与え、後の日本マラソン界の繁栄に寄与した。
陸上界から完全に引退していた同郷の小掛照二をJAAF強化コーチとして復帰させたり、棒高跳に出場した盛田久生のために最先端の特注品ポールを五輪直前に渡米し作らせる など、ギリギリまで陸上強化に尽力した。
また陸上競技メダル獲得のため、当時身体能力に優れていたプロ野球入団前の野球選手 に声をかけていた。その中で有名なのが、権藤博である。織田は「何とかコイツを東京五輪に出せないものか。出れば金メダルは確実」「400mハードルの選手に転向してほしい」と要請をした。具体的な競技種目まで話が進んだのは権藤のみである。また長嶋茂雄は「君のスピードなら陸上の中距離に転向すればメダルも夢ではない」と声をかけられたと証言している。
1964年（昭和39年）、東京オリンピックでは織田は陸上競技日本代表総監督（JAAF強化委員長）として指揮を執し、南部が陸上競技監督として活躍した。円谷幸吉をマラソンに転向させ、織田の狙い通り、円谷、君原健二、寺沢徹の三名をマラソン代表に選出、円谷が銅メダルを獲得した。

### その後晩年まで
1965年（昭和40年）に母校である早稲田大学教授に就任し、またIAAF技術委員などを務め長く後進を指導、選手育成に尽力した。国際陸連の技術委員を長く務めた織田の理論家としての名声は海外でも高く、東京・渋谷の自宅に教えを請いに来る人は、日本人より外国人の方が多かった。1980年（昭和55年）モスクワオリンピックボイコット騒動の時には、当初から反対つまり五輪参加に向けて動いていた。同1980年、織田を会長に日本マスターズ陸上競技連合が創立。1989年（平成元年）、JAAF名誉会長に就任し死去するまで務めた。
織田は晩年、色紙にはこの言葉を好んで書いた。

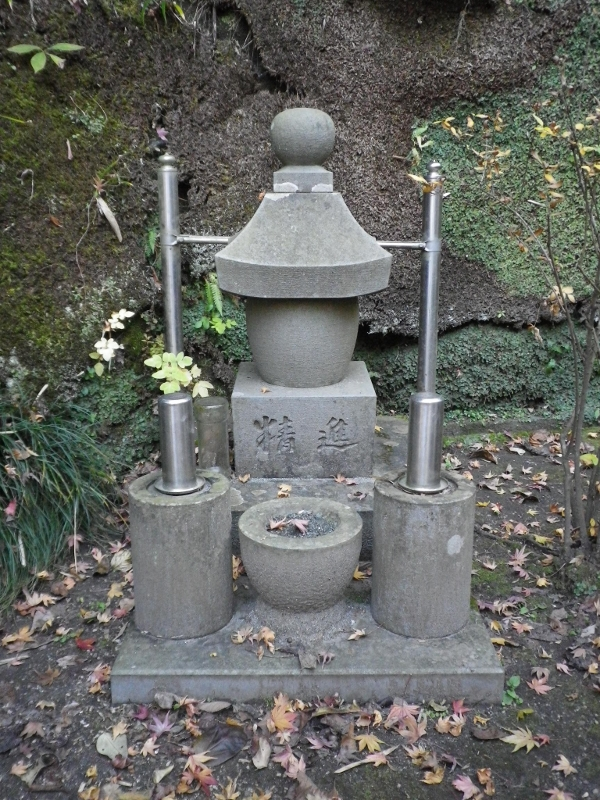
東慶寺にある織田幹雄の墓。隣に銅像が併設されている。

また、織田は1986年4月には以下のものを残している。
織田は、晩年を夫妻で神奈川県三浦市油壺に暮らしていたが、妻の死を機に藤沢市鵠沼の有料老人ホームに入居した。1998年（平成10年）12月2日、織田は湘南鎌倉総合病院にてその生涯を閉じた。93歳没。
1998年12月25日に国立競技場で織田のお別れ会が開かれた。墓所は鎌倉市の東慶寺に在る。
1959年に紫綬褒章を受章している。1976年IOCオリンピック功労章を授与。1988年陸上界初の文化功労者に選出。1984年渋谷区名誉区民、1985年東京都名誉都民、1986年故郷の安芸郡海田町名誉町民、1989年広島県名誉県民、広島市名誉市民に顕彰。

### 没後
織田の名前を冠したものがいくつか存在する。

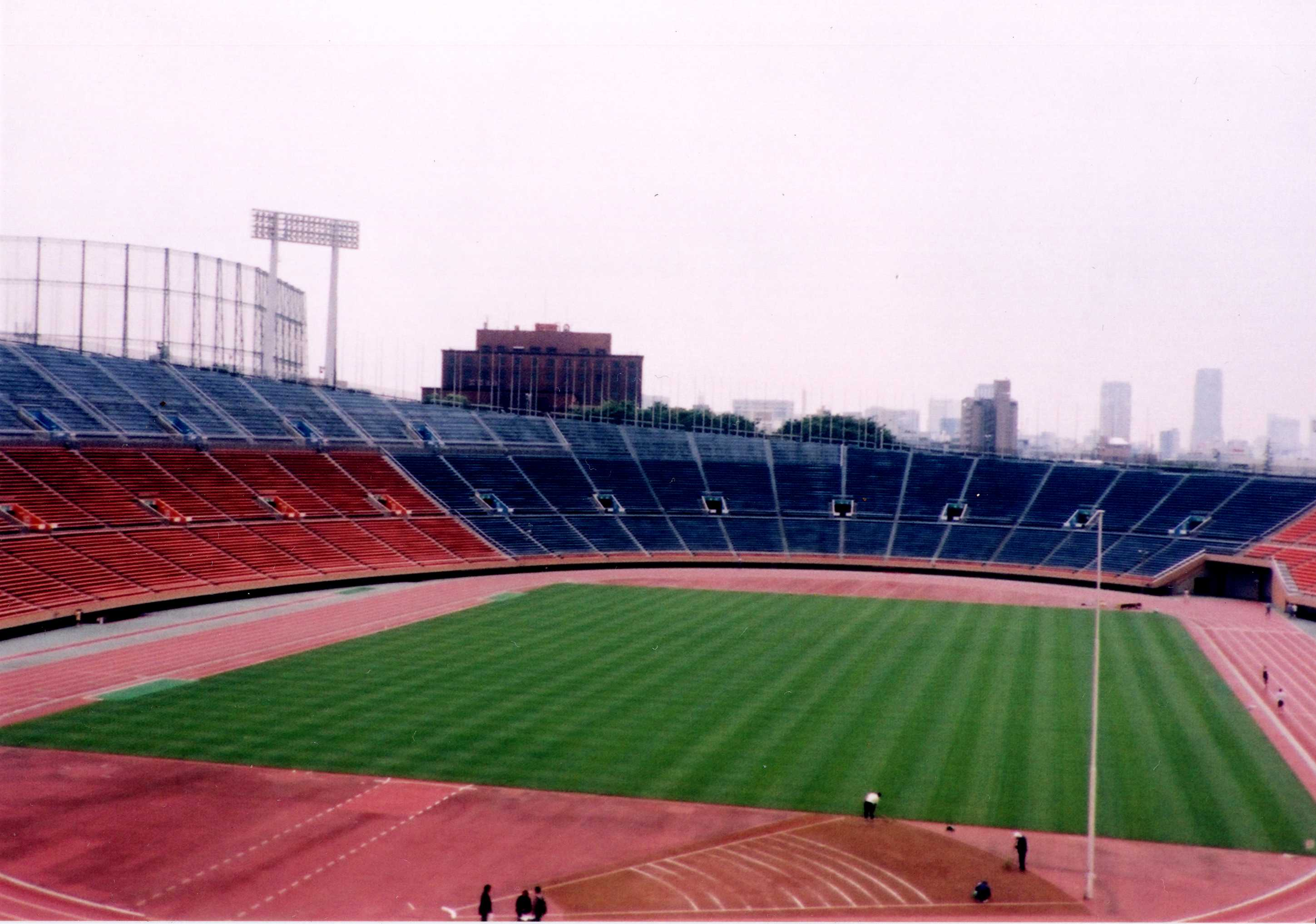
国立霞ヶ丘陸上競技場内部。手前に見える白いポールが織田ポールである。

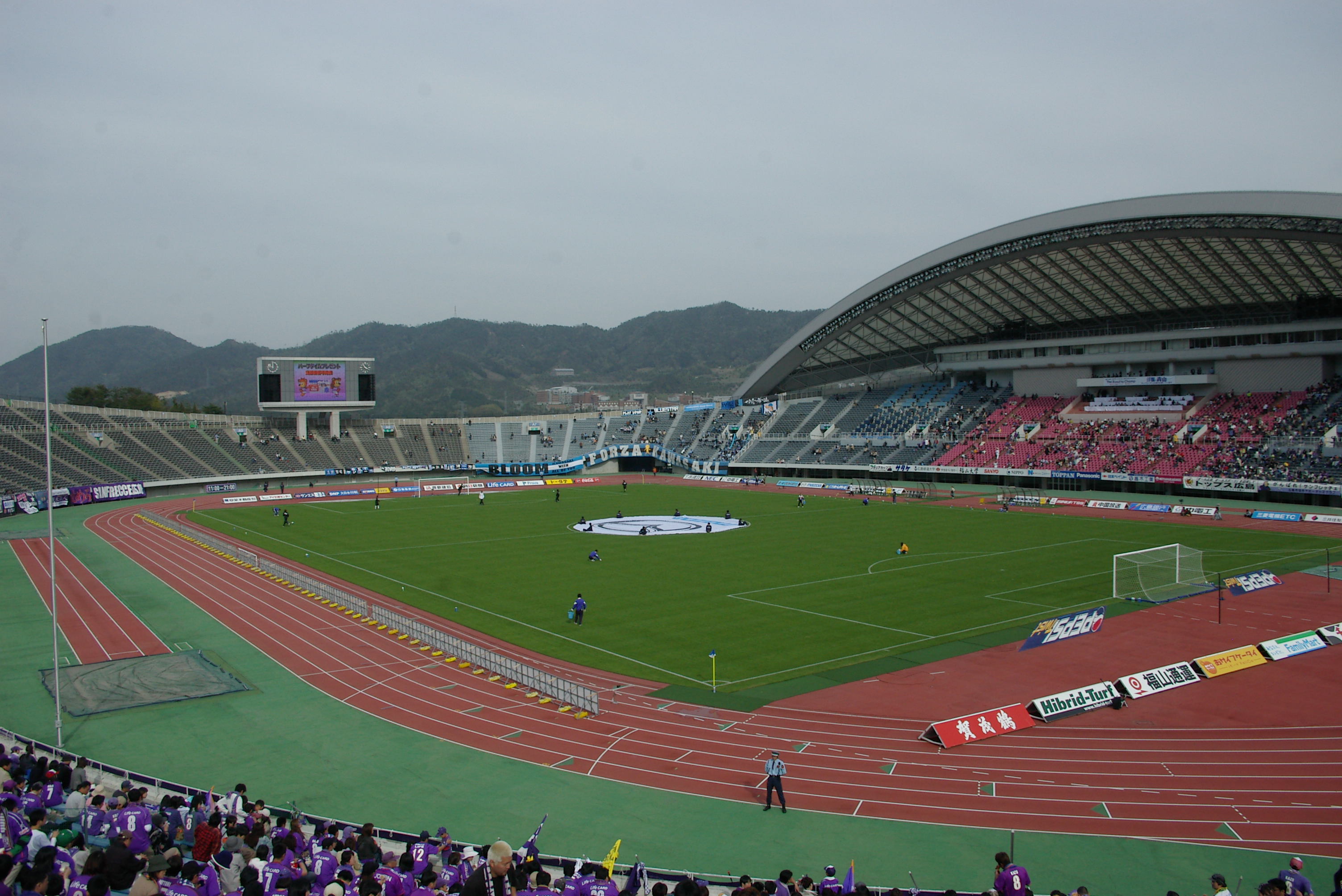
広島広域公園陸上競技場。左端に見える白いポールが織田ポールである。

- 「織田幹雄記念国際陸上競技大会」 - 広島広域公園陸上競技場で毎年4月末に開催される日本グランプリシリーズ。若いアスリートに「織田に続け」の願いを込められた大会であり[13]、織田が存命だった1967年から開催されている[4]。
- 「織田幹雄賞」 - 全日本マスターズ陸上競技選手権大会最優秀選手に贈られる賞[82]。

東京にあるものは以下のもの。
- 「織田ポール」 - オリンピックにおける日本人初の金メダル獲得という偉業を記念して、国立霞ヶ丘競技場陸上競技場開場年である1958年、トラック内に優勝記録と同じ長さの高さ15m21cmのポールが立てられた[10]。この織田ポールは2013年の旧国立霞ヶ丘競技場陸上競技場解体と共に味の素ナショナルトレーニングセンター（東京都北区西が丘）に移設されている[83]。
- 「織田フィールド」 - 代々木公園陸上競技場の愛称[78]。
- 「織田幹雄記念陸上競技場」 - 母校早稲田大学の所沢キャンパス内にある早稲田大学競走部練習グラウンド。これは2005年に大先輩である織田の生誕100年記念として改名したもの[84][85]。

地元広島県にもいくつかある。
- 「織田幹雄記念ポール（織田ポール）」 - 広島広域公園陸上競技場にも国立競技場と同サイズのポールがある[30]。
- 地元海田町のいくつかの施設の国旗掲揚台メインポールは織田の金メダル記念として高さ15m21cmのものが立てられている[3]。現状は母校海田町立海田小学校、海田総合公園内の野球場及びテニスコートの3箇所[30]。
- 海田総合公園には「顕彰碑」と、「記録体感ゾーン」と呼ばれる15m21cm時の足型3つが地面に付けられている[30]。
- 海田町ふるさと館には、織田の遺品の幾つかが展示されている[30]。
- 「織田幹雄スクエア」- 2020年4月1日、旧千葉家住宅の南隣に、海田公民館と「織田幹雄記念館」の複合施設としてオープンした[86]。JR海田市駅の北口から徒歩5分にある、3階建ての建物のうち、2階の100平方メートルの一室が「織田幹雄記念館」となっている[87]。

織田は広島のスポーツ界が生んだ名選手の筆頭に挙げられる人である。特に、織田の故郷の海田町では地元が産んだヒーローとして扱われ、生き様を学校の教材として用いたりしている。
2010年4月、IAAFはアジア人として個人初の五輪金メダルを獲得した織田の偉業を称え、織田の長文のインタビュー記事（IAAF参照）を公式ホームページに掲載した。これは中条一雄 が織田の晩年である1996年から1997年にかけてインタビューしたものを、息子である織田正雄たちが主要な部分を抜き出し英文に訳した冊子が元になっている。

## 逸話
アムステルダム五輪表彰式
織田は1928年（昭和3年）のアムステルダムオリンピックで金メダルを獲得したが、当時日本は国力がなく、他国のインチキ臭い記録に文句をつけても何も通らない時代だった。アムステルダムのデパートにも他国の旗はあっても日の丸は置かれておらず、日本人の優勝はまさに想定外だった。「君が代」は「さざれ石の」と途中から流された。掲揚用の日章旗さえなく、係員がうろうろしているのを見て「よし、きた」と織田自ら持参した勝者の体を包むための大型の旗を持ち、国旗掲揚台の上に駆け上がった。日本語で「これを上げろ」と言ったが、向こうは何のことか分からず、目を白黒させながら旗を受け取って掲揚した。その結果、織田の日章旗だけが他の旗と比べて四倍大きいというアンバランスな形になり、写真にも残されている（#人物にあるOlympic.org動画参照）。当時は表彰台は用意されておらず、国旗を掲揚する形式でのみの表彰式が行われた。織田が渡した旗はカナダチームが100mで優勝した選手を旗にくるみ、皆でかついで場内を一周するのを前に見ていたため、織田が勝ったら南部忠平と身体をくるむために事前に用意していたものだった。また、メダルは銀台金張りメダルと規定されているはずだったが、織田のメダルは銅で作られており、同じ大会で金メダルを獲得した鶴田義行は銀で作られており規定が必ずしも守られていなかった節が見受けられる。みんなに担がれて控室に行くと当時、オランダ公使だった広田弘毅が来て、全員で「君が代」を泣きながら歌った。
ただし、「巨大な日章旗」をめぐって「組織委員会が日章旗を用意していなかったから」とするよく知られた逸話については、スポーツジャーナリストの中条一雄が疑義を呈しており、日本の優勝がいかに予想外であったかを強調するために創られたものではないかとしている。中条によれば、大会組織委員会発行の報告書の写真を見る限り、アムステルダム大会では「すべての競技」の表彰式で優勝国の国旗が大きく、これにより金メダルと銀・銅メダルの区別を行っていた（この大会ではまだ、金メダリストを1段高い位置で際立たせる表彰台はない）と見られる。中条の指摘によれば、織田は前回のパリ大会でも6位入賞を果たしており、メダル獲得が想定外とされるような選手ではなく、日本大使館もあるオランダで組織委員会が日章旗を調達できないというということも考えにくいという。
ダグラス・マッカーサーとの出会い
連合国軍最高司令官総司令部最高司令官のダグラス・マッカーサーとは、戦前に一度会っている。
1924年パリ五輪に、アメリカやり投代表ウィリアム・ニューフェルドと知り合い、その次の1928年アムステルダム五輪で再会した際に当時五輪アメリカ選手団団長を務めていたマッカーサーを紹介してもらった。織田は終戦時にマッカーサーがアメリカの将軍であったことに驚いたという。なお、ニューフェルドも上記#戦後復興の通り、戦後CIE体育担当官として来日しており、戦後の日本スポーツ界再建に貢献している。

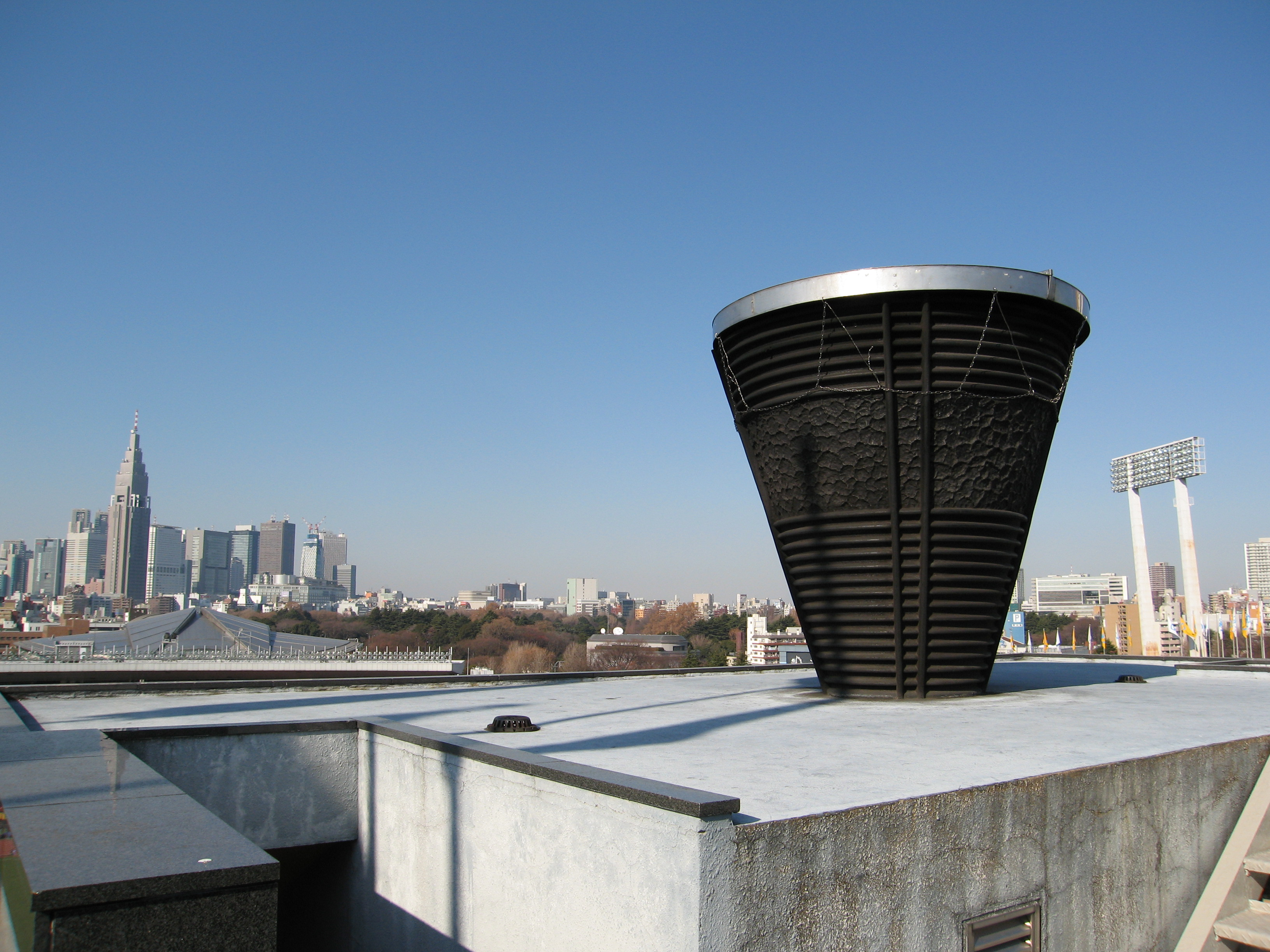
国立競技場聖火台

東京五輪聖火リレー最終ランナー
東京五輪開会式での聖火リレー最終ランナーは、当時19歳で広島原爆投下の日である1945年8月6日に生まれた坂井義則になったが、初めは織田らメダリストが候補だった。しかし織田は「ぜひ戦後生まれの若いランナーに」と提言した。
このことから坂井を選んだことは織田などJOC関係者が政治的意図を持って人選したとも言われるが、織田と同じく広島県出身で当時朝日新聞運動部に席をおいた中条一雄は、異を唱えている。当時決定権を持っていたのは青木半治JAAF理事長・竹田恒徳JOC委員長・久富達夫JOC相談役の3人であり、青木が若手の有望株の中から無作為に坂井を選び、元皇族の竹田に了承させたことにより政府も了承した、つまり選定の段階から広島原爆を全く意識していなかったものであり織田は選定に絡んでいなかった、と証言している。
新聞記者
織田は大阪朝日の新聞記者として働いたが、織田の影響で新聞記者となったものが存在する。例えば川本信正は織田の推薦で読売新聞に入社し、矢田喜美雄は織田が進路相談し大阪朝日に入社している。

## 主な記録
以下、早稲田大学競走部が取りまとめた世界および日本記録 を中心に記載する。
| 日付       | 大会               | 記録   | 記録   | 記録   | 記録  | 記録     | 所属                    | 備考                                              |
| 日付       | 大会               | 三段跳 | 走幅跳 | 走高跳 | 400mR | 十種競技 | 所属                    | 備考                                              |
| ---------- | ------------------ | ------ | ------ | ------ | ----- | -------- | ----------------------- | ------------------------------------------------- |
| 1922年     | 極東選手権予選     | 13m38  | 6m29   | 1m73   |       |          | 広島一中                | 走幅/走高日本新                                   |
| 1923年5月  | 極東選手権         |        |        |        |       |          | 広島高師 臨教           | 三段/走幅優勝                                     |
| 1924年7月  | パリ五輪           | 14m35  | 6m83   | 1m80   |       |          | 広島高師 臨教           | 三段6位入賞、走幅/走高10位                        |
| 1925年4月  | 極東選手権予選     |        |        |        |       | 6359.935 | 早稲田                  | 十種日本新                                        |
| 5月        | 極東選手権         | 14m05  |        |        |       |          | 早稲田                  | 優勝                                              |
| 7月        | 早大対関学         |        | 7m19   |        |       |          | 早稲田                  | 走幅日本新                                        |
| 9月        | 東京市民           | 14m805 |        |        |       |          | 早稲田                  | 三段日本新                                        |
| 11月       | 日本選手権         | 14m315 | 7m24   |        |       | 6307.47  | 早稲田                  | 走幅日本新                                        |
| 1926年5月  | 日本選手権         |        |        |        | 44秒2 |          | 早稲田                  | 400mR（3走）日本新                                |
| 1927年6月  | 関東選手権         |        |        |        | 43秒6 |          | 早稲田                  | 400mR（2走）日本新                                |
| 6月        | 一高対早高         |        |        | 1m92   |       |          | 早稲田                  | 走高日本新                                        |
| 7月        | 早大対関学         |        | 7m37   |        |       |          | 早稲田                  | 走幅日本新                                        |
| 8月        | 日本選手権         | 15m343 |        |        | 43秒6 |          | 早稲田                  | 三段/400mR（2走）日本新                           |
| 8月        | 極東選手権         | 15m355 |        |        |       |          | 早稲田                  | 三段日本新 三段/走幅/十種優勝                     |
| 1928年5月  | 日本選手権         | 15m41  |        |        |       |          | 早稲田                  | 三段日本新                                        |
| 5月        | 日本学生           |        | 7m38   |        |       |          | 早稲田                  | 走幅日本新 110mH/走幅/三段優勝 走高2位            |
| 8月        | アムステルダム五輪 | 15m21  | 7m11   | 1m88   |       |          | 早稲田                  | 三段金メダル、走幅予選落、走高7位                 |
| 8月        | 国際学生           |        |        |        |       |          | 早稲田                  | 110mH/走幅4位 走高/五種競技6位                    |
| 1929年5月  | 日本学生           | 15m45  |        |        |       |          | 早稲田                  | 三段日本新 走幅/三段/400mR優勝 110mH/走高/棒高2位 |
| 11月       | 日本選手権         |        |        |        | 42秒8 |          | 早稲田                  | 400mR（3走）日本新 三段/400mR優勝、十種2位        |
| 1930年5月  | 日本学生           |        |        |        |       |          | 早稲田                  | 走幅/三段/棒高/400mR優勝 110mH3位                 |
| 5月        | 極東選手権         |        |        |        |       |          | 早稲田                  | 三段4連覇、走幅2位                                |
| 6月        | 学生対比印         |        |        |        | 42秒8 |          | 学生選抜 （早稲田）     | 400mR（1走）日本新                                |
| 1931年6月  | 五輪準備会         | 15m48  |        |        |       |          | 早大クラブ （大阪朝日） | 三段日本新                                        |
| 10月       | 日本選手権予選     | 15m50  |        |        |       |          | 早大クラブ （大阪朝日） | 三段日本新                                        |
| 10月       | 学生対一般         | 15m58  |        |        |       |          | 早大クラブ （大阪朝日） | 三段世界新                                        |
| 1932年7月  | ロサンゼルス五輪   | 13m97  |        |        |       |          | 早大クラブ （大阪朝日） | 三段跳12位                                        |
| 1934年10月 | 日本選手権         |        |        | 1m85   |       |          | 早大クラブ （大阪朝日） | 走高2位                                           |